# Малини (село)
Малини е село в Северна България.
То се намира в община Габрово, област Габрово.

## География
Село Малини се намира в планински район.

## История
По всяка вероятност селото е възникнало в средата на 19 век. Първото му известно име е Живодери – до 1944 г. Легендата разказва, че по време на Руско-Турската освободителна война някакъв си турски големец бил гонен от „народния гняв“. Минавайки през сегашното село Борики, местното население го изтървало и поради това получило името „Калпазани“. Когато турчинът стигнал до малкото селце, хората го хванали и жив го одрали, от там и името „Живодери“. Името Малини е дадено не напразно, над селото по времето на социализма е имало около 60 декара насаждения с малини, от които днес е останал само споменът.

## Население
Преброяване на населението през 2011 г.
Численост и дял на етническите групи според преброяването на населението през 2011 г.:
|                     | Численост | Дял (в %) |
| Общо                | 25        | 100,00    |
| Българи             | 24        | 96,00     |
| Турци               | 0         | 0,00      |
| Цигани              | 0         | 0,00      |
| Други               | 0         | 0,00      |
| Не се самоопределят | 0         | 0,00      |
| Неотговорили        | 0         | 0,00      |